# Marcos Bernardes de Mello
Marcos Bernardes de Mello (Maceió, 19 de julho de 1935) é advogado e jurista brasileiro.
Foi Presidente da Ordem dos Advogados do Brasil de Alagoas (OAB/AL) de 2004 à 2006, atuou como juiz do Tribunal Regional Eleitoral por dois mandatos (1992/1996), fez parte do Conselho Federal da Ordem dos Advogados do Brasil de 1996 até 2003, quando foi eleito para presidir o Conselho Seccional de Alagoas da OAB até dezembro de 2006.
Exerce a profissão de advogado como sócio de um escritório jurídico e leciona como professor voluntário de Direito Civil (Graduação) e de Teoria Geral do Direito (Mestrado), na Universidade Federal de Alagoas (UFAL). Integra também o quadro de professores das Escolas Superiores da Magistratura (ESMAL) e Advocacia de Alagoas (ESA/AL). Nesta última, exerceu a função de Reitor.

## Biografia
Filho de José Xisto Gomes de Mello e Yolanda Bernardes de Mello, ainda estudante do 4º ano do Curso de Bacharelado em Ciências Jurídicas e Sociais pela Faculdade de Direito de Alagoas (FDA) em 1956, registrou-se no Tribunal de Justiça de Alagoas como Solicitador e foi nomeado Adjunto de Promotor da Comarca de Rio Largo. Tendo concluído seu curso em 1958, inscreve-se nos quadros da Ordem de Advogados do Brasil em Alagoas no ano seguinte.
Além de advogado militante, ocupou diversos cargos na administração pública municipal e estadual, sendo importante ressaltar sua passagem pela Procuradoria-Geral do Estado, onde ocupou por vários anos (1967-1987) o cargo de Ex-Procurador Geral do Estado, após ter exercido as funções de Secretário-Geral de Administração da Prefeitura de Maceió (1958), Procurador da Prefeitura Municipal de Maceió (1961), Diretor-Geral do Departamento de Serviço Público do Estado de Alagoas (1962), Secretário de Estado dos Negócios do Governo de Alagoas (1962-1964), Presidente do Conselho de Desenvolvimento do Estado de Alagoas (1963-1966), Coordenador-Geral da Reforma Administrativa do Estado de Alagoas (1966) e Consultor-Geral do Estado de Alagoas (1964-1967).
Ex-Professor do Curso de Mestrado em Direito da Faculdade de Direito do Recife, atuou como Professor do Departamento de Direito da Universidade Federal de Alagoas por mais de duas décadas. Aposentado compulsoriamente por idade, permanece na Faculdade de Direito de Alagoas na condição de professor voluntário, lecionando atualmente na graduação e no programa de pós-graduação (mestrado). Integra também o quadro de professores das Escolas Superiores da Magistratura (ESMAL) e Advocacia de Alagoas (ESA/AL).
Atuou como Juiz do Tribunal Regional Eleitoral por dois mandatos (dezembro/1992 a dezembro/1994 e de abril/1995 a abril/1997), como Conselheiro Federal da Ordem dos Advogados do Brasil de 1996 até 2003, quando foi eleito para presidir o Conselho Seccional de Alagoas da OAB até dezembro de 2006. Além disso, é o atual Presidente da Academia Alagoana de Letras Jurídicas e integra, na condição de membro, os quadros do Instituto dos Advogados Brasileiros, do Instituto dos Advogados de Alagoas, da Association Internacionale de Methodologie Juridique, da Academia Alagoana de Letras e do Instituto Histórico e Geográfico de Alagoas.
Ocupa posição de destaque no cenário nacional e construiu ao longo de sua carreira de docente uma considerável produção bibliográfica que serve como fonte de estudo para acadêmicos de todo o País. Vale registrar: Teoria do Fato Jurídico - Plano da Existência, Teoria do Fato Jurídico - Plano da Validade e Teoria do Fato Jurídico - Plano da Eficácia (1ª Parte).

## Homenagens e títulos
- Medalha do Mérito Fundação Governador Lamenha Filho (1986);
- Diploma de Honra ao Mérito conferido pelo Conselho dos Serviços Jurídicos das Instituições Oficiais de Ensino Brasileiras (1997);
- Título de Sócio Honorário do Instituto Brasileiro de Estudos de Direito – IBED, pelos relevantes serviços prestados à cultura jurídica nacional (1997);
- Diploma de Mérito conferido pelo Memorial Pontes de Miranda da Justiça do Trabalho da 19ª Região (1999);
- Comenda Ministro Silvério Fernandes de Araújo Jorge, no Grau Mérito Ouro, conferida pelo TRT da 19ª Região (1999);
- Comenda João Teixeira Cavalcante, conferida pela ESA/AL (2002);
- Medalha do Mérito Eleitoral “Desembargador Domingos Paes Barreto Cardoso”, conferida pelo TER/AL (2005);
- Título de Professor Emérito[9] da Universidade Federal de Alagoas (2006);
- Comenda Pontes de Miranda conferida pela Câmara Municipal de Maceió (2006);
- Medalha Mario Guimarães, conferida pela Câmara Municipal de Maceió (2007).

## Formação acadêmica
É bacharel em Ciências Jurídicas e Sociais pela Faculdade de Direito de Alagoas (FDA), concluiu seu mestrado em direito na Universidade Federal de Pernambuco (UFPE) e obteve o título de doutor em Direito do Estado pela Pontifícia Universidade Católica de São Paulo (PUC/SP), após aprovação com nota máxima. Tem experiência na área de direito, com ênfase em Direito Privado, atuando principalmente em Teoria Geral do Direito, Direito Constitucional, Atos Jurídicos, Direito Civil e Direito Tributário.

## Produção bibliográfica
- Teoria do Fato Jurídico: Plano da Existência. [S.l.]: Saraiva. ISBN 9788502199538 * Teoria do Fato Jurídico: Plano da Validade. [S.l.]: Saraiva. pp. 365/365. ISBN 9788502219274
- Teoria do Fato Jurídico: Plano da Eficácia. [S.l.]: Saraiva. 307 páginas. ISBN 9788502219304

Todas as edições foram publicadas pela Editora Saraiva. A primeira edição do Plano da Existência é de 1985. De lá para cá, mais de 70.000 exemplares já foram impressos, contando os três “planos”, servindo como fonte de estudo tanto para alunos quanto para professores dos mais diversos cursos de graduação e pós-graduação do Brasil.